# Dodi Lukebakio
Dodi Lukebakio Ngandoli (Asse, 24 settembre 1997) è un calciatore congolese (Repubblica Democratica del Congo) naturalizzato belga, centrocampista o attaccante del Siviglia e della nazionale belga.

## Caratteristiche tecniche
Attaccante molto duttile, di fisico longilineo, può giocare sia in posizione centrale che sulla fascia oltre che tra i trequartisti alle spalle della punta. Dotato di grande velocità e abile negli inserimenti, viene impiegato anche come ala; tecnicamente molto valido, è particolarmente bravo nell'uno contro uno e nel dribbling. Dispone di buon fiuto del gol ed è abile nel gioco aereo.

## Carriera

### Club
Cresciuto nel settore giovanile dell'Anderlecht, ha esordito in prima squadra il 25 ottobre 2015, nella partita di campionato vinta per 3-1 contro il Club Bruges.
Il 16 settembre 2016 viene ceduto in prestito stagionale al Tolosa. Il 2 luglio 2017 passa, sempre a titolo temporaneo, allo Charleroi.
Il 30 gennaio 2018 viene acquistato a titolo definitivo dal Watford, con cui firma al 2022. Dopo aver collezionato una sola presenze con gli Hornets, il 22 luglio si trasferisce in prestito al Fortuna Düsseldorf.
Esordisce con la nuova maglia il 19 agosto in DFB-Pokal segnando una doppietta al Coblenza, il 15 settembre segna anche la sua prima rete in campionato contro l'Hoffenheim. Il 24 novembre segna la sua prima tripletta nel match pareggiato per 3-3 in casa del Bayern Monaco, segnando il gol del definitivo pareggio al 93º.
Il 1º agosto 2019 viene ceduto a titolo definitivo all'Hertha Berlino.
Il 30 agosto 2021 viene ceduto in prestito al Wolfsburg.
Tuttavia al Wolfsburg trova poco spazio e a fine prestito fa ritorno all'Hertha, con cui milita per un'altra stagione realizzando 11 gol, ma senza evitare la retrocessione dei capitolini.
Il 24 agosto 2023 viene ceduto al Siviglia. Il 17 settembre seguente esordisce con gli andalusi realizzando il gol decisivo nella sfida vinta 1-0 contro il Las Palmas.

### Nazionale
In possesso della cittadinanza congolese grazie alle origini dei genitori, ha debuttato con la nazionale africana il 4 ottobre 2016, nell'amichevole persa per 1-0 contro il Kenya.
Successivamente ha optato per rappresentare il Belgio, con cui ha giocato in under-21 per poi esordire in nazionale maggiore l'11 novembre 2020 nell'amichevole vinta 2-1 contro la Svizzera.
Il 13 ottobre 2023 va a segno per la prima volta con la selezione belga nel successo per 2-3 in casa dell'Austria, in cui realizza una doppietta.
Convocato per Euro 2024, disputa tre delle quattro gare giocate dai belgi che sono stati eliminati agli ottavi dalla Francia (1-0).

## Statistiche

### Presenze e reti nei club
Statistiche aggiornate al 28 giugno 2025
| Stagione             | Squadra              | Campionato           | Campionato | Campionato | Coppe nazionali | Coppe nazionali | Coppe nazionali | Coppe continentali | Coppe continentali | Coppe continentali | Altre coppe | Altre coppe | Altre coppe | Totale | Totale | Totale |
| Stagione             | Squadra              | Comp                 | Pres       | Reti       | Comp            | Pres            | Reti            | Comp               | Pres               | Reti               | Comp        | Pres        | Reti        | Pres   | Reti   |        |
| -------------------- | -------------------- | -------------------- | ---------- | ---------- | --------------- | --------------- | --------------- | ------------------ | ------------------ | ------------------ | ----------- | ----------- | ----------- | ------ | ------ | ------ |
| 2015-2016            | Anderlecht           | D1                   | 14+3       | 1          | CB              | 0               | 0               | UEL                | 1                  | 0                  | -           | -           | -           | 18     | 1      |        |
| 2016-2017            | Tolosa               | L1                   | 5          | 0          | CF+CdL          | 1+0             | 0               | -                  | -                  | -                  | -           | -           | -           | 6      | 0      |        |
| 2017-gen. 2018       | Charleroi            | D1                   | 19         | 3          | CB              | 1               | 0               | -                  | -                  | -                  | -           | -           | -           | 20     | 3      |        |
| gen.-giu. 2018       | Watford              | PL                   | 1          | 0          | FACup+CdL       | -               | -               | -                  | -                  | -                  | -           | -           | -           | 1      | 0      |        |
| 2018-2019            | Fortuna Düsseldorf   | BL                   | 18         | 7          | CG              | 2               | 4               | -                  | -                  | -                  | -           | -           | -           | 20     | 11     |        |
| 2019-2020            | Hertha Berlino       | BL                   | 30         | 7          | CG              | 3               | 1               | -                  | -                  | -                  | -           | -           | -           | 33     | 8      |        |
| 2020-2021            | Hertha Berlino       | BL                   | 29         | 5          | CG              | 1               | 2               | -                  | -                  | -                  | -           | -           | -           | 30     | 7      |        |
| ago. 2021            | Hertha Berlino       | BL                   | 3          | 1          | CG              | 1               | 0               | -                  | -                  | -                  | -           | -           | -           | 4      | 1      |        |
| 2021-2022            | Wolfsburg            | BL                   | 19         | 1          | CG              | -               | -               | UCL                | 6                  | 0                  | -           | -           | -           | 25     | 1      |        |
| 2022-2023            | Hertha Berlino       | BL                   | 32         | 11         | CG              | 1               | 1               | -                  | -                  | -                  | -           | -           | -           | 33     | 12     |        |
| Totale Herta Berlino | Totale Herta Berlino | Totale Herta Berlino | 94         | 24         |                 | 6               | 4               |                    | -                  | -                  |             | -           | -           | 100    | 28     |        |
| 2023-2024            | Siviglia             | PD                   | 23         | 5          | CR              | 0               | 0               | UCL                | 4                  | 0                  | SU          | 0           | 0           | 27     | 5      |        |
| 2024-2025            | Siviglia             | PD                   | 38         | 11         | CR              | 1               | 0               | -                  | -                  | -                  | -           | -           | -           | 39     | 11     |        |
| Totale Siviglia      | Totale Siviglia      | Totale Siviglia      | 61         | 16         |                 | 1               | 0               |                    | 4                  | 0                  |             | 0           | 0           | 66     | 16     |        |
| Totale carriera      | Totale carriera      | Totale carriera      | 234        | 52         |                 | 11              | 8               |                    | 11                 | 0                  |             | -           | -           | 256    | 60     |        |

### Cronologia presenze e reti in nazionale
| Cronologia completa delle presenze e delle reti in nazionale ― RD del Congo | Cronologia completa delle presenze e delle reti in nazionale ― RD del Congo | Cronologia completa delle presenze e delle reti in nazionale ― RD del Congo | Cronologia completa delle presenze e delle reti in nazionale ― RD del Congo | Cronologia completa delle presenze e delle reti in nazionale ― RD del Congo | Cronologia completa delle presenze e delle reti in nazionale ― RD del Congo | Cronologia completa delle presenze e delle reti in nazionale ― RD del Congo | Cronologia completa delle presenze e delle reti in nazionale ― RD del Congo |
| Data                                                                        | Città                                                                       | In casa                                                                     | Risultato                                                                   | Ospiti                                                                      | Competizione                                                                | Reti                                                                        | Note                                                                        |
| --------------------------------------------------------------------------- | --------------------------------------------------------------------------- | --------------------------------------------------------------------------- | --------------------------------------------------------------------------- | --------------------------------------------------------------------------- | --------------------------------------------------------------------------- | --------------------------------------------------------------------------- | --------------------------------------------------------------------------- |
| 4-10-2016                                                                   | Kinshasa                                                                    | RD del Congo                                                                | 0 – 1                                                                       | Kenya                                                                       | Amichevole                                                                  | -                                                                           | 73’                                                                         |
| Totale                                                                      |                                                                             | Presenze                                                                    | 1                                                                           |                                                                             | Reti                                                                        | 0                                                                           |                                                                             |

| Cronologia completa delle presenze e delle reti in nazionale ― Belgio | Cronologia completa delle presenze e delle reti in nazionale ― Belgio | Cronologia completa delle presenze e delle reti in nazionale ― Belgio | Cronologia completa delle presenze e delle reti in nazionale ― Belgio | Cronologia completa delle presenze e delle reti in nazionale ― Belgio | Cronologia completa delle presenze e delle reti in nazionale ― Belgio | Cronologia completa delle presenze e delle reti in nazionale ― Belgio | Cronologia completa delle presenze e delle reti in nazionale ― Belgio |
| Data                                                                  | Città                                                                 | In casa                                                               | Risultato                                                             | Ospiti                                                                | Competizione                                                          | Reti                                                                  | Note                                                                  |
| --------------------------------------------------------------------- | --------------------------------------------------------------------- | --------------------------------------------------------------------- | --------------------------------------------------------------------- | --------------------------------------------------------------------- | --------------------------------------------------------------------- | --------------------------------------------------------------------- | --------------------------------------------------------------------- |
| 11-11-2020                                                            | Lovanio                                                               | Belgio                                                                | 2 – 1                                                                 | Svizzera                                                              | Amichevole                                                            | -                                                                     | 83’                                                                   |
| 2-9-2021                                                              | Tallinn                                                               | Estonia                                                               | 2 – 5                                                                 | Belgio                                                                | Qual. Mondiali 2022                                                   | -                                                                     | 73’                                                                   |
| 5-9-2021                                                              | Bruxelles                                                             | Belgio                                                                | 3 – 0                                                                 | Rep. Ceca                                                             | Qual. Mondiali 2022                                                   | -                                                                     | 81’                                                                   |
| 8-9-2021                                                              | Kazan'                                                                | Bielorussia                                                           | 0 – 1                                                                 | Belgio                                                                | Qual. Mondiali 2022                                                   | -                                                                     | 76’                                                                   |
| 25-9-2022                                                             | Amsterdam                                                             | Paesi Bassi                                                           | 1 – 0                                                                 | Belgio                                                                | UEFA Nations League 2022-2023 - 1º turno                              | -                                                                     | 82’                                                                   |
| 24-3-2023                                                             | Solna                                                                 | Svezia                                                                | 0 – 3                                                                 | Belgio                                                                | Qual. Euro 2024                                                       | -                                                                     | 61’                                                                   |
| 28-3-2023                                                             | Colonia                                                               | Germania                                                              | 2 – 3                                                                 | Belgio                                                                | Amichevole                                                            | -                                                                     | 58’                                                                   |
| 17-6-2023                                                             | Bruxelles                                                             | Belgio                                                                | 1 – 1                                                                 | Austria                                                               | Qual. Euro 2024                                                       | -                                                                     | 69’                                                                   |
| 9-9-2023                                                              | Mərdəkan                                                              | Azerbaigian                                                           | 0 – 1                                                                 | Belgio                                                                | Qual. Euro 2024                                                       | -                                                                     | 79’                                                                   |
| 12-9-2023                                                             | Bruxelles                                                             | Belgio                                                                | 5 – 0                                                                 | Estonia                                                               | Qual. Euro 2024                                                       | -                                                                     | 59’                                                                   |
| 13-10-2023                                                            | Vienna                                                                | Austria                                                               | 2 – 3                                                                 | Belgio                                                                | Qual. Euro 2024                                                       | 2                                                                     | 70’                                                                   |
| 15-11-2023                                                            | Lovanio                                                               | Belgio                                                                | 1 – 0                                                                 | Serbia                                                                | Amichevole                                                            | -                                                                     | 46’                                                                   |
| 23-3-2024                                                             | Dublino                                                               | Irlanda                                                               | 0 – 0                                                                 | Belgio                                                                | Amichevole                                                            | -                                                                     | 64’                                                                   |
| 26-3-2024                                                             | Londra                                                                | Inghilterra                                                           | 2 – 2                                                                 | Belgio                                                                | Amichevole                                                            | -                                                                     | 60’                                                                   |
| 5-6-2024                                                              | Bruxelles                                                             | Belgio                                                                | 2 – 0                                                                 | Montenegro                                                            | Amichevole                                                            | -                                                                     | 46’                                                                   |
| 17-6-2024                                                             | Francoforte sul Meno                                                  | Belgio                                                                | 0 – 1                                                                 | Slovacchia                                                            | Euro 2024 - 1º turno                                                  | -                                                                     | 84’ 85’                                                               |
| 22-6-2024                                                             | Colonia                                                               | Belgio                                                                | 2 – 0                                                                 | Romania                                                               | Euro 2024 - 1º turno                                                  | -                                                                     | 35’ 56’                                                               |
| 1-7-2024                                                              | Düsseldorf                                                            | Francia                                                               | 1 – 0                                                                 | Belgio                                                                | Euro 2024 - Ottavi di finale                                          | -                                                                     | 88’                                                                   |
| 6-9-2024                                                              | Debrecen                                                              | Belgio                                                                | 3 – 1                                                                 | Israele                                                               | UEFA Nations League 2024-2025 - 1º turno                              | -                                                                     | 81’                                                                   |
| 9-9-2024                                                              | Lione                                                                 | Francia                                                               | 2 – 0                                                                 | Belgio                                                                | UEFA Nations League 2024-2025 - 1º turno                              | -                                                                     | 60’                                                                   |
| 10-10-2024                                                            | Roma                                                                  | Italia                                                                | 2 – 2                                                                 | Belgio                                                                | UEFA Nations League 2024-2025 - 1º turno                              | -                                                                     | 68’                                                                   |
| 14-10-2024                                                            | Bruxelles                                                             | Belgio                                                                | 1 – 2                                                                 | Francia                                                               | UEFA Nations League 2024-2025 - 1º turno                              | -                                                                     | 81’                                                                   |
| 14-11-2024                                                            | Bruxelles                                                             | Belgio                                                                | 0 – 1                                                                 | Italia                                                                | UEFA Nations League 2024-2025 - 1º turno                              | -                                                                     | 79’                                                                   |
| 17-11-2024                                                            | Budapest                                                              | Israele                                                               | 1 – 0                                                                 | Belgio                                                                | UEFA Nations League 2024-2025 - 1º turno                              | -                                                                     |                                                                       |
| 20-3-2025                                                             | Murcia                                                                | Ucraina                                                               | 3 – 1                                                                 | Belgio                                                                | UEFA Nations League 2024-2025 - Play-off                              | -                                                                     | 70’                                                                   |
| 9-6-2025                                                              | Bruxelles                                                             | Belgio                                                                | 4 – 3                                                                 | Galles                                                                | Qual. Mondiali 2026                                                   | -                                                                     | 46’ 75’                                                               |
| Totale                                                                |                                                                       | Presenze                                                              | 26                                                                    |                                                                       | Reti                                                                  | 2                                                                     |                                                                       |

| Cronologia completa delle presenze e delle reti in nazionale ― Belgio under 21 | Cronologia completa delle presenze e delle reti in nazionale ― Belgio under 21 | Cronologia completa delle presenze e delle reti in nazionale ― Belgio under 21 | Cronologia completa delle presenze e delle reti in nazionale ― Belgio under 21 | Cronologia completa delle presenze e delle reti in nazionale ― Belgio under 21 | Cronologia completa delle presenze e delle reti in nazionale ― Belgio under 21 | Cronologia completa delle presenze e delle reti in nazionale ― Belgio under 21 | Cronologia completa delle presenze e delle reti in nazionale ― Belgio under 21 |
| Data                                                                           | Città                                                                          | In casa                                                                        | Risultato                                                                      | Ospiti                                                                         | Competizione                                                                   | Reti                                                                           | Note                                                                           |
| ------------------------------------------------------------------------------ | ------------------------------------------------------------------------------ | ------------------------------------------------------------------------------ | ------------------------------------------------------------------------------ | ------------------------------------------------------------------------------ | ------------------------------------------------------------------------------ | ------------------------------------------------------------------------------ | ------------------------------------------------------------------------------ |
| 5-9-2017                                                                       | Oud-Heverlee                                                                   | Belgio under 21                                                                | 0 – 0                                                                          | Turchia under 21                                                               | Qual. Europeo Under-21 2019                                                    | -                                                                              | 70’                                                                            |
| 6-10-2017                                                                      | Oud-Heverlee                                                                   | Belgio under 21                                                                | 1 – 1                                                                          | Svezia under 21                                                                | Qual. Europeo Under-21 2019                                                    | -                                                                              | 85’                                                                            |
| 10-10-2017                                                                     | Larnaca                                                                        | Cipro under 21                                                                 | 0 – 2                                                                          | Belgio under 21                                                                | Qual. Europeo Under-21 2019                                                    | 1                                                                              | 68’                                                                            |
| 9-11-2017                                                                      | Oud-Heverlee                                                                   | Belgio under 21                                                                | 3 – 2                                                                          | Cipro under 21                                                                 | Qual. Europeo Under-21 2019                                                    | -                                                                              | 86’                                                                            |
| 14-11-2017                                                                     | Istanbul                                                                       | Turchia under 21                                                               | 1 – 2                                                                          | Belgio under 21                                                                | Qual. Europeo Under-21 2019                                                    | -                                                                              |                                                                                |
| 22-3-2018                                                                      | Doetinchem                                                                     | Paesi Bassi under 21                                                           | 1 – 4                                                                          | Belgio under 21                                                                | Amichevole                                                                     | -                                                                              | 72’                                                                            |
| 26-3-2018                                                                      | Oud-Heverlee                                                                   | Belgio under 21                                                                | 3 – 0                                                                          | Ungheria under 21                                                              | Qual. Europeo Under-21 2019                                                    | 1                                                                              | 65’                                                                            |
| Totale                                                                         |                                                                                | Presenze                                                                       | 7                                                                              |                                                                                | Reti                                                                           | 2                                                                              |                                                                                |